# يوجين كلاينر
يوجين كلاينر (بالإنجليزية: Eugene Kleiner)‏ هو مهندس أمريكي، ولد في 12 مايو 1923 في فيينا في النمسا، وتوفي في 20 نوفمبر 2003 في لوس ألتوس هيلس في الولايات المتحدة.

## وصلات خارجية
- يوجين كلاينر على موقع إن إن دي بي (الإنجليزية)